# Alfred Ableitinger
Alfred Ableitinger (* 1. Dezember 1938 in Oberhausen) ist ein österreichischer Historiker.

## Leben
Nach der Promotion 1964 in an der Universität Graz lehrte er dort von 1998 bis 2004 als Universitätsprofessor am Institut für Geschichte, Abteilung Neuzeit. Seit 2001 ist er Mitglied der Historischen Landeskommission für Steiermark (Geschäftsführender Sekretär 2007–2018 und Mitglied des Ständigen Ausschusses 2007–2018). Er war Mitglied der Vereinigung für Verfassungsgeschichte.
Am 25. April 2024 wurde er in Würdigung seiner Verdienste zum Bürger der Stadt Graz ernannt.

## Schriften (Auswahl)
- Liberalismus – Nationalismus – nationale Strömungen. Retzhof 1968, OCLC 72815135.
- Die Weimarer Republik und ihr Ende. Retzhof 1968, OCLC 367441126.
- mit Alois Adler: Vom Staat wider Willen zum Staat, den wir wollen. 50 Jahre Republik Österreich. Graz 1968, OCLC 451626584.
- Ernest von Koerber und das Verfassungsproblem im Jahre 1900. Österreichische Nationalitäten- und Innenpolitik zwischen Konstitutionalismus, Parlamentarismus und oktroyiertem allgemeinem Wahlrecht. Graz 1973, ISBN 3-205-08542-6.
- Die Finanzkontrolle im Wandel der Zeit. Von der Rechenkammer zum Steiermärkischen Landesrechnungshof. Leykam, Graz 1989, ISBN 3-7011-8961-7.
- mit Herwig Hösele, Wolfgang Mantl: Die Landeshauptleute der Steiermark. Styria, Wien/Graz 2018, ISBN 978-3-222-13592-7.